# Ertvågsön

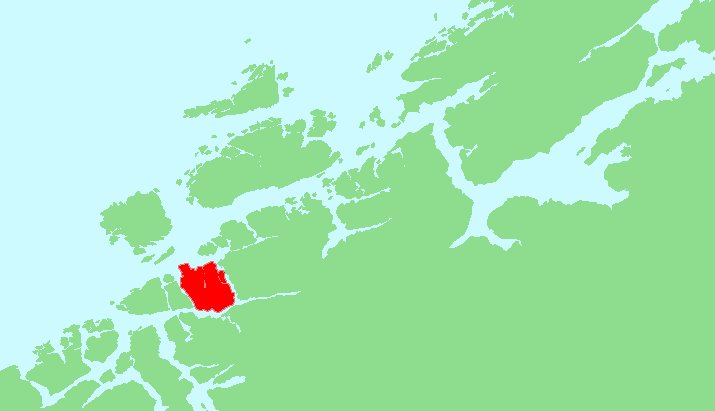
Rödmarkering för Ertvågsøya.

Ertvågsön (på norska Ertvågsøya, men kallas också ibland Ertvågøya eller Artvågsøya) är en ö i Aure kommun i Møre og Romsdal fylke i Norge. Ön delas på mitten av Foldfjorden. I väster skiljer Imarsundet Ertvågsön från öarna Solskjel och Stabblandet. Ön gränsar till Trondheimsleia i norr. Aursundet i öster skiljer ön från fastlandet och Aure centrum. Söder om Vinjefjorden i söder ligger Valsøyfjord i Halsa kommun.
Södersidan av Ertvågsön hörde förut till Valsøyfjords kommun, och gårdarna bredvid Imarsundet hörde förr till Tustna kommun (nu Aure kommun).